# Joi Barua
Joi Barua (Assamese: জয় বৰুৱা) es un cantante y músico indio, vocalista de la banda Joi. Nació en Digboi, Assam y actualmente reside en Bombay, India. Ha sido utilizada su voz para muchas películas indias y fue ganador en 2010, reconocido por los premios Filmfare (OST). Además fue invitado como miembro de una Conferencia denominada TED afiliados. Aedmás el realiza una mezcla musical que incorpora elementos de la música rock, soul, jazz y folk. 

## Biografía
Joi nació en Digboi, Assam, hijo de Ranjana Barua y Rohini Dhar Barua. Su padre le regaló un violín cuando él tenía unos cuatro años de edad y que desencadenó su pasión por la música. Su familia se mudó a Jorhat cuando cursaba la escuela secundaria. Cuando tenía siete años, su hermana lo empujó a participar en un concurso de canto y le enseñó a interpretar la canción de Cliff Richard titulada 'Bachelor Boy'. Cuando empezó a cantar a esa edad, ante tantas personas que ignoraba su participación el logró ganar el concurso. Fue en ese momento decisivo. Su director de la escuela, la hermana Mabilia, entendió su pasión por la música y desde entonces nunca perdió la oportunidad para alentar su talento y tomar parte en actos de la etapa.

## Vida personal
Está casado con Nayana Borthakur (desde 2002), a quien la conoció en la universidad.

## Discografía

### Con Joi
|    | Nombre de la canción             | Tiempo |
| -- | -------------------------------- | ------ |
| 1. | Kot                              | 4:55   |
| 2. | Aikon Baaikon                    | 4:33   |
| 3. | Tumi Bhaabisa Ki                 | 5:13   |
| 4. | Uri Jaai                         | 4:08   |
| 5. | Tejimolaa (feat. lyton on piano) | 5:11   |
| 6. | Dusoku Melute                    | 4:49   |
| 7. | Tumi                             | 4:24   |
| 8. | Doba Kobaai                      | 4:24   |

- All songs composed & sung by: Joi Barua
- Arrangements: Pawan Rasaily & Joi Barua
- Guitar & Music Programming: Pawan Rasaily
- Bass: Manas Chowdhary
- Lyrics: Ibson Lal Baruah
- Mixed & Produced by: Abani Tanti
- Mastered by: Jatin Sharma at Geet Audiocraft, Mumbai